# Varicosporina anglusa
Varicosporina anglusa är en svampart som beskrevs av Abdel-Wahab & Nagah. 2009. Varicosporina anglusa ingår i släktet Varicosporina och familjen Halosphaeriaceae.   Inga underarter finns listade i Catalogue of Life.